# Yves Helleu
Pour les articles homonymes, voir Helleu.
Yves Helleu, né le 6 mars 1910 à Paris et mort le 19 novembre 1946 à La Charité-sur-Loire, est un résistant, journaliste et homme politique français.

## Biographie

### Jeunesse et études
Yves Helleu est le fils de Jean Helleu et l'arrière-petit-fils d'Henri Wallon. Il est titulaire d'un doctorat en droit et est diplômé de l'École libre des sciences politiques. 

### Parcours professionnel
Lauréat de l'Institut, après avoir été secrétaire d'un député, il devient directeur de la Société fiduciaire, juridique et fiscale et du Centre d'études économiques et sociales. Mobilisé pendant la Seconde Guerre mondiale comme sous-lieutenant de réserve, il est rapatrié sanitaire en décembre 1940, après avoir été fait prisonnier.
Il entre dans la Résistance intérieure en 1942, dans les FTP. Il est capturé et condamné à mort par les Allemands. Après son évasion en août 1944, capitaine FFI, il se charge d'organiser la résistance dans l'Oise. Après la libération de Paris, il crée avec Émilien Amaury et Robert Buron, l’hebdomadaire Carrefour, dont il sera un des codirecteurs. Il est aussi un des créateurs de La Tribune.
Il est élu député de l'Allier sous l'étiquette MRP le 2 juin 1946, puis le 10 novembre 1946. Il meurt dans un accident de voiture à La Charité-sur-Loire.

## Publications
- Les caisses et compensation d'allocations familiales ;
- Menaces sur l'économie française.

## Détail des fonctions et des mandats
Mandats parlementaires
- 2 juin 1946 - 27 novembre 1946 : député de l'Allier
- 10 novembre 1946 - 19 novembre 1946 : député de l'Allier